# 描金

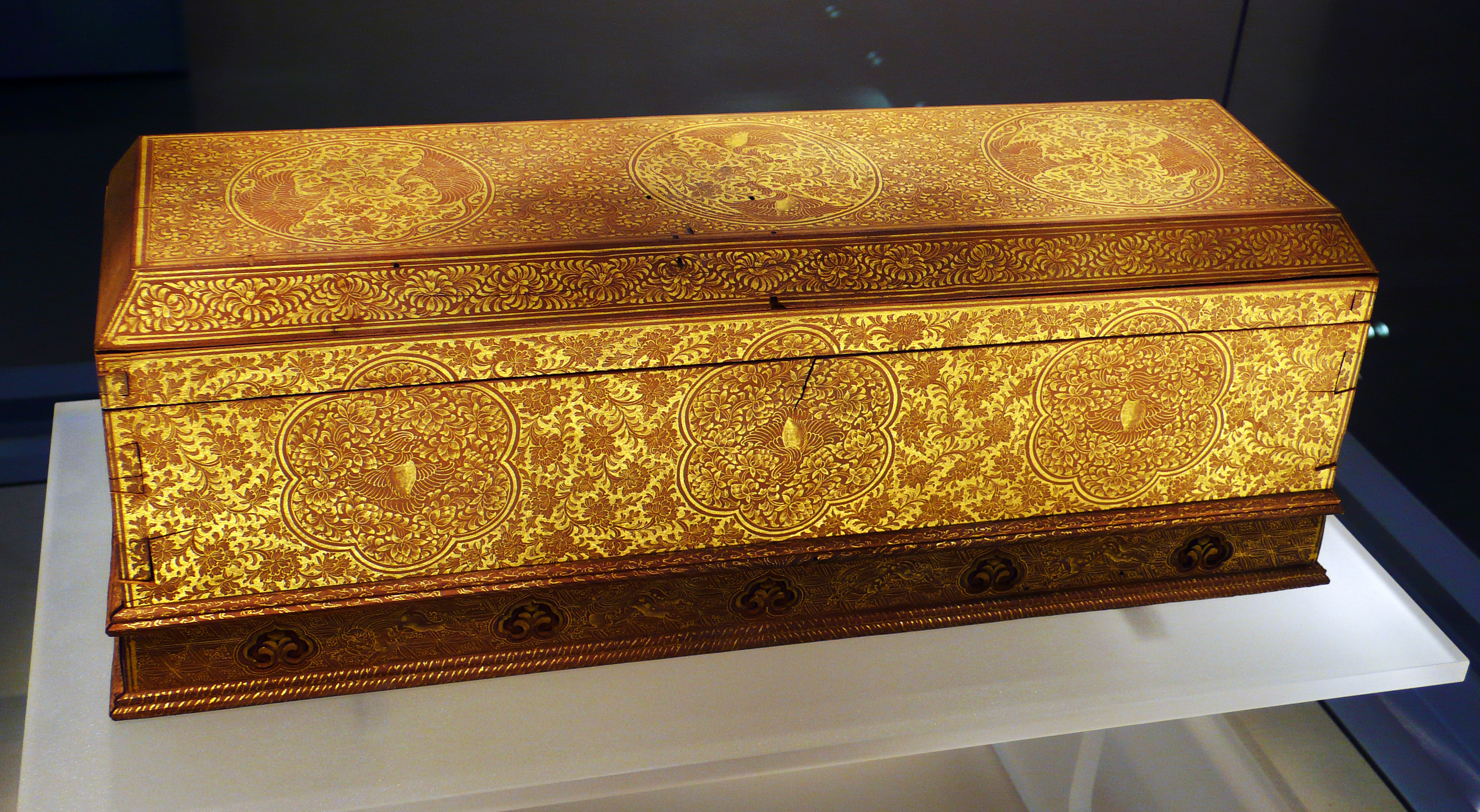
北宋檀木描金经函，浙江省博物馆藏。

描金，又名泥金畫漆，是一種漆器工藝。

## 工藝
描金是在漆地上描上金花紋，其方法是在退光漆地上用朱漆或黑漆畫上花紋，乾後在花紋上打金膠，然後將金箔或金粉貼上去。

## 與貼金的關係
描金可以說是貼金的一種，但是一般比普通的貼金精緻，並只用於漆的表面（貼金用於不同材質的表面），而且會先用色漆描畫出花紋圖案，再按照花紋模樣以金膠貼上去（貼金可以不先描畫而直接貼上）。

## 與戧金的區別
描金和戧金不同，描金是把金貼在繪畫好的紋飾上，而戧金是把金填進預先鉤刻好的凹槽花紋裡。描金的製作過程不需要陰刻工藝，而戧金需要。

## 歷史
描金歷史悠久，在隨縣擂鼓墩出土的東周描金漆棺是現存比較古老的描金漆器。